# 1924年冬季奥林匹克运动会瑞士代表团
1924年冬季奥林匹克运动会瑞士代表团参加了在法国的霞慕尼举办的1924年冬奥会。

## 奖牌得主

### 金牌
- 爱德华·舍雷尔, 阿尔弗雷德·内沃, 阿尔弗雷德·施莱皮和海因里希·施莱皮 — 雪车。

- Adolf Aufdenblatten,Alphonse Julen,Antoine Julen和D. Vaucher — 冬季两项。

### 铜牌
- 乔治·高奇 — 花样滑冰,男子单人。